# Новогрудский повет
Новогрудский повет — административная единица в составе Новогрудского воеводства Великого княжества Литовского (затем — Речи Посполитой). Центр повета — Новогрудок.
Граница со Слонимским поветом проходила по реке Молчадь.
В состав повета входили Новогрудское городское и Клецкое староства, а также частные владения. Среди крупных городов повета были Новогрудок, Несвиж, Клецк и Мир, а также несколько местечек. Повет посылал двух депутатов (послов) на вальный сейм Речи Посполитой. В Новогрудке собирались поветовые и воеводские соймики — местные сословно-представительные органы. В середине XVII века в повете было 41 249 крестьянских хозяйств, а население составляло 329 992 человека. По этому показателю повет был в числе крупнейших в Великом княжестве Литовском в то время.
В 1793 году повет был включён в состав Гродненского воеводства. Повет был ликвидирован в 1795 году после присоединения его территории к Российской империи в ходе третьего раздела Речи Посполитой.